# Murilo Bustamante
Pour les articles homonymes, voir Bustamante.
Murilo Bustamante, né le 30 juillet 1966 à Rio de Janeiro au Brésil, est un combattant brésilien de combat libre. Spécialiste de jiu-jitsu brésilien, il fait partie de la Brazilian Top Team. Ancien champion poids moyen de l'Ultimate Fighting Championship, il a combattu à partir de 2003 au Pride FC.
Il fut champion des poids moyens de l'UFC après avoir défait Dave Menne lors de l'UFC 35. Il fit seulement une défense de titre, contre Matt Lindland, avant de quitter l'UFC pour des raisons financières et de signer avec le Pride FC en 2003.
Il fut finaliste lors du PRIDE Welterweight Tournament 2005 le 31 décembre 2005, mais perdit contre Dan Henderson sur une décision des juges controversée.

## Palmarès en MMA
| 13 victoires (5 (T)KOs, 5 soumissions, 3 décisions), 6 défaites (1 (T)KOs, 5 décisions), 1 égalité. |          |                   |                                 |                                         |       |       |
| Date                                                                                                | Résultat | Adversaire        | Méthode                         | Nom de l'évènement                      | Round | Temps |
| 11/5/2006                                                                                           | Win      | Dong Sik Yoon     | Decision (Unanimous)            | PRIDE-Bushido 13                        | 2     | 5:00  |
| 6/4/2006                                                                                            | Loss     | Amar Suloev       | Decision (Unanimous)            | PRIDE Bushido Survival 2006             | 2     | 5:00  |
| 12/31/2005                                                                                          | Loss     | Dan Henderson     | Decision (Split)                | PRIDE Shockwave 2005                    | 2     | 5:00  |
| 9/25/2005                                                                                           | Win      | Ikuhisa Minowa    | TKO (Strikes)                   | PRIDE Bushido 9                         | 1     | 9:51  |
| 9/25/2005                                                                                           | Win      | Masanori Suda     | Submission (Armbar)             | PRIDE Bushido 9                         | 1     | 3:20  |
| 4/3/2005                                                                                            | Win      | Ryuta Sakurai     | Decision (Unanimous)            | PRIDE Bushido 6                         | 2     | 5:00  |
| 8/15/2004                                                                                           | Loss     | Kazuhiro Nakamura | Decision (Unanimous)            | PRIDE Final Conflict 2004               | 3     | 5:00  |
| 11/9/2003                                                                                           | Loss     | Dan Henderson     | KO                              | PRIDE Final Conflict 2003               | 1     | 0:53  |
| 8/10/2003                                                                                           | Loss     | Quinton Jackson   | Decision (Split)                | PRIDE Total Elimination 2003            | 3     | 5:00  |
| 5/10/2002                                                                                           | Win      | Matt Lindland     | Submission (Guillotine Choke)   | UFC 37-High Impact                      | 3     | 1:33  |
| 1/11/2002                                                                                           | Win      | Dave Menne        | TKO (Punches)                   | UFC 35-Throwdown                        | 2     | 0:44  |
| 9/28/2001                                                                                           | Loss     | Chuck Liddell     | Decision (Unanimous)            | UFC 33-Victory in Vegas                 | 3     | 5:00  |
| 10/31/2000                                                                                          | Win      | Sanae Kikuta      | Decision (Unanimous)            | Pancrase-Trans 6                        | 1     | 15:00 |
| 4/14/2000                                                                                           | Win      | Yoji Anjo         | Submission (Arm Triangle Choke) | UFC 25-Ultimate Japan 3                 | 2     | 0:31  |
| 9/27/1997                                                                                           | Win      | Jerry Bohlander   | KO (Kick)                       | Pentagon Combat-Pentagon Combat         | 1     | 5:38  |
| 11/22/1996                                                                                          | Draw     | Tom Erikson       | Draw                            | MARS-Martial Arts Reality Superfighting | 1     | 40:00 |
| 11/22/1996                                                                                          | Win      | Juan Mott         | Submission (Punches)            | MARS-Martial Arts Reality Superfighting | 1     | 1:08  |
| 11/22/1996                                                                                          | Win      | Chris Haseman     | TKO (Corner Stoppage)           | MARS-Martial Arts Reality Superfighting | 1     | 1:01  |
| 6/24/1996                                                                                           | Win      | Joe Charles       | Submission (Arm Triangle Choke) | UVF 2-Universal Vale Tudo Fighting 2    | 1     | 3:08  |
| 9/26/1991                                                                                           | Win      | Marcelo Mendes    | TKO (Injury)                    | Desafio-Jiu-Jitsu vs. Luta Livre        | 1     | 4:42  |